# Ери (Пенсилвания)
Вижте пояснителната страница за други значения на Ери.
Ери (на английски: Erie, произнася се Иъри) е град на южния бряг на езерото Ери, окръжен център на окръг Ери в щата Пенсилвания, САЩ.

## География
Намира се по средата между град Бъфало (щ. Ню Йорк) и Кливланд (щ. Охайо). Посещаван е от над 4 милиона души всяко лято.
Със своите 103 717 жители Ери е 4-ят по население град в Пенсилвания през 2000 г. Има обща площ от 72,5 км².

## История
Основан е през 1795 г. Наречен е на езерото Ери, както и на индианското племе със същото име, живяло по бреговете му.
Град Ери е също известен като Града на Флагманския кораб заради статута му на пристанище на флагманския кораб „Ниагара“ с командир Оливър Хазард Пери. През 2012 г. Ери отбелязва 200-годишнината от мира между САЩ, Великобритания и Канада след Британско-американската война от 1812 г. и Битката при езеро Ери.

## Известни личности
Родени в Ери
- Робърт Пейп (р. 1960), политолог
- Джоузеф Д. Пистоне (р. 1939), полицай
- Пол Уайтц (1932-2017), космонавт